# Anomala volanda
Anomala volanda är en skalbaggsart som beskrevs av Ohaus 1923. Anomala volanda ingår i släktet Anomala och familjen Rutelidae. Inga underarter finns listade i Catalogue of Life.